# Anticoma menchutkinae
Anticoma menchutkinae is een rondwormensoort uit de familie van de Anticomidae.